# Чкаловська сільська громада (Дніпропетровська область)
Чкаловська сільська об'єднана територіальна громада — колишня об'єднана територіальна громада в Україні, в Нікопольському районі Дніпропетровської області. Адміністративний центр — село Чкалове (з 2024 — Воля).
Площа громади — 91,7 км², населення — 2921 мешканець (2018).
Утворена 8 вересня 2016 року шляхом об'єднання Південної і Чкаловської сільських рад Нікопольського району. У 2020 році ввійшла до складу Першотравневської сільської територіальної громади.

## Населені пункти
До складу громади входили 2 села: Південне та Чкалове.